# Christian Franz von Sachsen-Coburg-Saalfeld

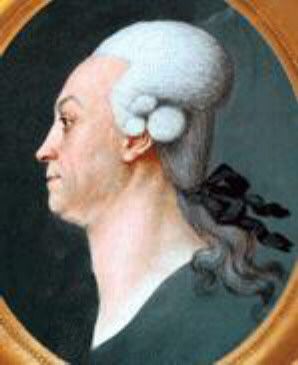
Prinz Christian Franz von Sachsen-Coburg-Saalfeld

Christian Franz von Sachsen-Coburg-Saalfeld (* 25. Januar 1730 in Coburg; † 18. September 1797 ebenda) war ein Prinz von Sachsen-Coburg-Saalfeld und General.

## Leben
Christian Franz war der dritte Sohn des Herzogs Franz Josias von Sachsen-Coburg-Saalfeld (1697–1764) aus dessen Ehe mit Anna Sophia (1700–1780), Tochter des Fürsten Ludwig Friedrich I. von Schwarzburg-Rudolstadt.
Christian Franz war, wie seine Brüder Johann Wilhelm und Friedrich Josias, für die Militärlaufbahn bestimmt worden. In kaiserlichen Diensten wurde er 1756 Oberst und 1763 zum Generalmajor befördert. Er gehörte am 20. Juni 1756 in Leitmeritz zu den Stiftern des St. Joachimsorden, dessen Großmeister er im Jahr darauf wurde. Im Jahr 1758 geriet er in Schlesien in preußische Gefangenschaft wurde aber wieder nach Coburg entlassen.
Christian Franz war seit 1777 Träger des Roten Adlerordens und ließ in Coburg den Neuen Weg, die erste Umgehungsstraße Coburgs, anlegen.
Sein Grabdenkmal im klassizistischen Stil befindet sich in Neuses.